# 邵大业
邵大业（1710年—1771年），字在中，号厚庵，别号思余。清朝政治人物。顺天府大兴县（今北京市）人，祖籍浙江餘姚。

## 生平
雍正十年（1732年）壬子科顺天乡试第一名举人（解元）。雍正十一年（1733年）癸丑科进士。乾隆元年（1736年），授湖北黄陂县知县。因丁忧去。服阕，授河南禹州知州，调睢州，署开封府同知。以政绩卓异，升江苏苏州府知府，兼署苏松太道道员，不久摄理布政使事，大吏交相上疏推荐。乾隆十六年（1751年），高宗南巡，因吴江迎驾防雨帐殿准备迟滞，被总督弹劾左迁。
同年，授开封府知府，以河工事故降官，降江南六安州知州，又因盗案镌级。引见，再还江南，署江宁府知府。乾隆二十八年（1763年），授徐州府知府。乾隆三十四年，被妖匪割辫事牵连罢职，谪戍军台，乾隆三十六年（1771年）卒。邵大业为官，所至有治绩，然而仕途多舛，屡遭贬谪。《清史稿·循吏》有传。

## 著作
能琴，工诗文。有《谦受堂集》。

## 延伸阅读
[在维基数据编辑]
 《清史稿·卷477》，出自趙爾巽《清史稿》